# أطلانتس: الإمبراطورية المفقودة (فلم 2001)
أطلانتس: الإمبراطورية المفقودة (بالإنجليزية: Atlantis: The Lost Empire) هو فلم رسوم متحركة من إنتاج أستوديوهات والت ديزني للرسوم المتحركة. صدر بتاريخ 15 يونيو 2001 وهو الفلم السينمائي الأربعين الذي تنتجه ديزني. تدور أحداث الفلم في العام 1914 حيث يسعى طاقم استكشاف للعثور على مدينة أطلانتس المفقودة.

## أسماء مؤدي أصوات الشخصيات
| اسم الشخصية           | اسم الشخصية                    | مؤدي الصوت باللهجة المصرية | مؤدي الصوت بالنسخة الفصحى | مؤدي الصوت الأصليّ (بالإنجليزيّة) |
| بالعربية              | بالإنجليزية                    | مؤدي الصوت باللهجة المصرية | (نسخة رسمية من ديزني بلس) | مؤدي الصوت الأصليّ (بالإنجليزيّة) |
| --------------------- | ------------------------------ | -------------------------- | ------------------------- | ------------------------------- |
| ميلو                  | Milo                           | أحمد السقا                 | وجدان سعيد                | مايكل جي فوكس                   |
| كيدا                  | Kida                           | منى زكي                    | نورهان حافظ               | كري سومر                        |
| هــيلجا               | Helga                          | صفاء جلال                  | جيسيكا كلش                | كلوديا كريستيان                 |
| بـريـسـتـون ويـتـمـور | Preston B. Whitmore            | حمزة الشيمي                |                           | جون ماهوني                      |
| دكتور سكر             | Doctor Joshua Strongbear Sweet | ضياء عبد الخالق            | إلهامي أمين               | فيل موريس                       |
| أودري                 | Audrey                         | علا رشدي                   | لوما صبري                 | جاكلين أوبرادورس                |
| الكــابـتـن رووك      | Commander Rourke               | صبري عبد المنعم            | أحمد السلكاوي             | جيمس غارنر                      |
| مــلــك اطـلانـتـس    | Kashekim Nedakh                | محمد الدفراوي              | محمد الشرشابي             | ليونارد نيموي                   |
| فــيــنــي            | Vincenzo "Vinny"               | ماجد الكدواني              | عادل خلف                  | دون نوفيلو                      |
| بــاكــارد            | Wilhelmina Bertha Packard      | ثريا إبراهيم               | شادية حسني                | فلورنس ستانلي                   |
| هاركورت               | Fenton Q. Harcourt             | علي حسنين                  |                           | ديفيد أوغدن ستيرز               |
| كوكي                  | Jebidiah Allardyce "Cookie"    |                            |                           | جيم فارني                       |
| موليير                | Gaëtan                         | رأفت لبيب                  |                           | كوري بورتون                     |

## النسخة العربية
تمت أعمال أعداد النص العربي للفلم على يد الكاتبة والمؤدية زينب مبارك, نفس الكاتبة التي قدمت لنا فلم ديزني مولان وفلم الأميرة والضفدع بالإضافة لفلم موانا وفلم بيكسار القصير نغمة الامل وغيرها، كما أدت دور روزي من فلم حياة حشرة, العميلة كاف من مسلسل البديل، الملكة كلثوم من سلسلة أفلام تنة ورنة، ماجي من فلم مزرعة في خطر وغيرهم من الأدوار المختلفة في أفلام ديزني.
تم إخراج الفلم على يد المخرج المسرحي أحمد مختار، ثاني مخرجٍ للعمل على أفلام ديزني من بعد أفتتاح فرعها العربي ومن تلك الأفلام فلم البحث عن نيمو، البحث عن دوري، حياة الامبراطور الجديدة وغيرها.
عمل على النسخة العربية إيضًا عيد أبو الحمد، أحمد كمال ونبيل الديب،
وتم تسجيل الحوارات وأتمام أعمال التعريب الصوتي بستوديو الدوبلاج المصري ڤيديو 2000

### النسخة العربية الفصحى
- عبدو حكيم - ميلو
- فؤاد شمص - كاشيكيم نيداخ
- رانيا مروة - كيدا
- علي سعد - رورك
- روزي اليازجي - باكارد[16]
- إيمان بيطار - هيلغا
- جمانة الزنجي - أودري
- جمال حمدان - هاركورت
- فادي الرفاعي - كوكي، سويت
- علي فقيه - فيني
- عمر الشماع - بريستون وايتمور
- شربل أيوب - مول

## وصلات خارجية
- الموقع الرسمي
- أطلانتس: الإمبراطورية المفقودة على موقع IMDb (الإنجليزية)
- أطلانتس: الإمبراطورية المفقودة على موقع ميتاكريتيك (الإنجليزية)
- أطلانتس: الإمبراطورية المفقودة على موقع روتن توميتوز (الإنجليزية)
- أطلانتس: الإمبراطورية المفقودة على موقع نتفليكس (الإنجليزية)
- أطلانتس: الإمبراطورية المفقودة على موقع قاعدة بيانات الأفلام العربية
- أطلانتس: الإمبراطورية المفقودة على موقع ألو سيني (الفرنسية)
- أطلانتس: الإمبراطورية المفقودة على موقع Turner Classic Movies (الإنجليزية)
- أطلانتس: الإمبراطورية المفقودة على موقع أول موفي (الإنجليزية)
- أطلانتس: الإمبراطورية المفقودة على موقع بوكس أوفيس موجو (الإنجليزية)
- أطلانتس: الإمبراطورية المفقودة على موقع فيلمافينيتي (الإسبانية)
- أطلنطس: الإمبراطورية المفقودة  على فيسبوك.